# Wagon couvert Fowler

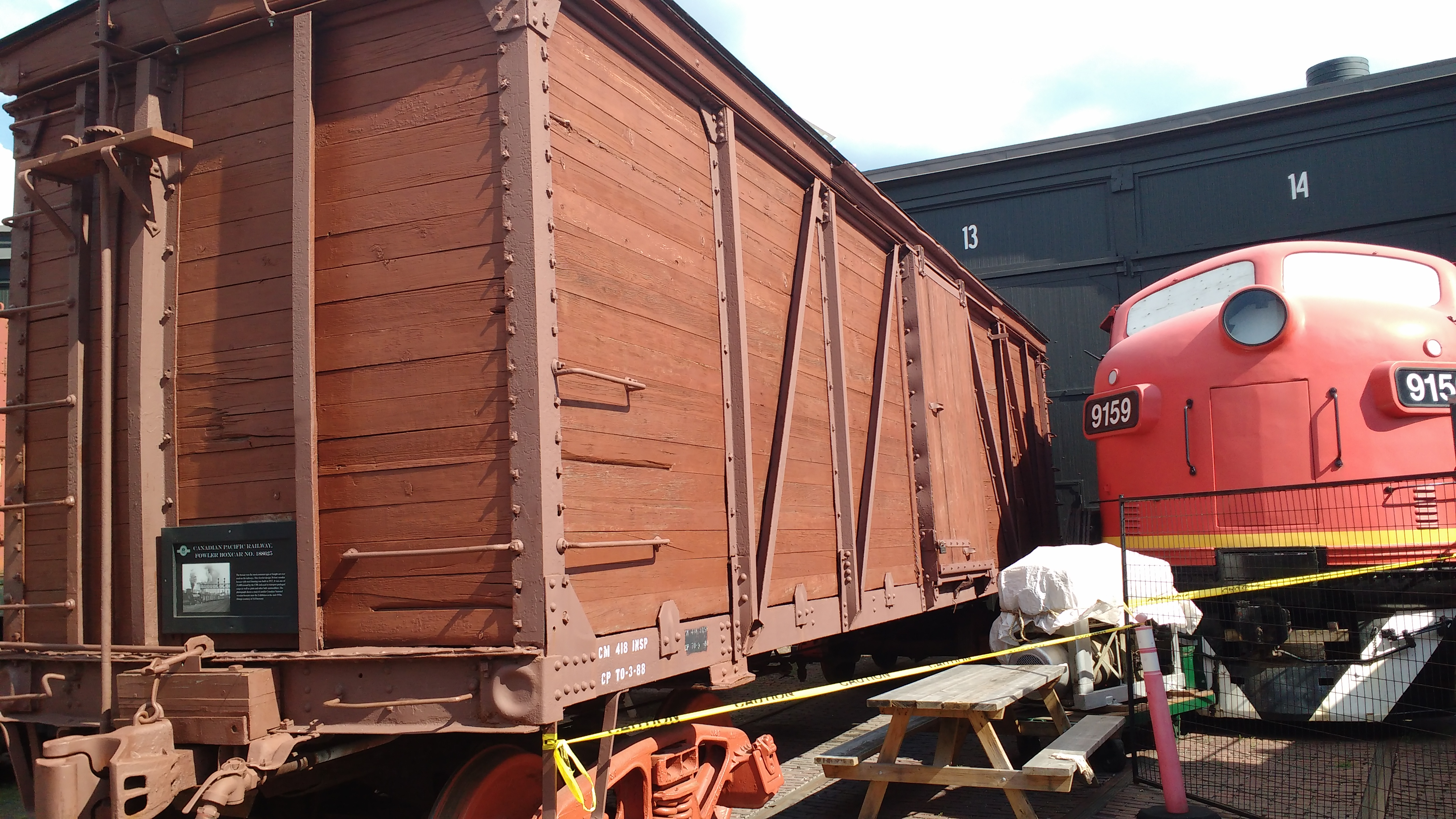
Exemplaire d'un Fowler au Toronto Railway Museum.

Le  wagon couvert Fowler  est un type de wagon couvert (boxcar) utilisé surtout en Amérique du Nord sur les chemins de fer des années 1900 jusqu’aux années 1960. Ce type représente un développement important dans la technologie des wagons de chemin de fer au Canada.

## Historique
Avant 1909, les wagons couverts avaient des éléments structurels en bois pris en sandwich entre une peau de bois intérieure et extérieure. W. E. Fowler, maître constructeur pour le Canadien Pacifique propose une nouvelle construction qui permettra de perdre du poids et qui est devenue connue sous le nom de wagon couvert Fowler; il propose des wagons en bois avec une armature simple en acier. L’utilisation de l’acier pour les châssis inférieur et latéraux, les cadres latéraux et les extrémités de ce type de wagon facilitent la construction et la réparation. Son coût de construction initial était faible.

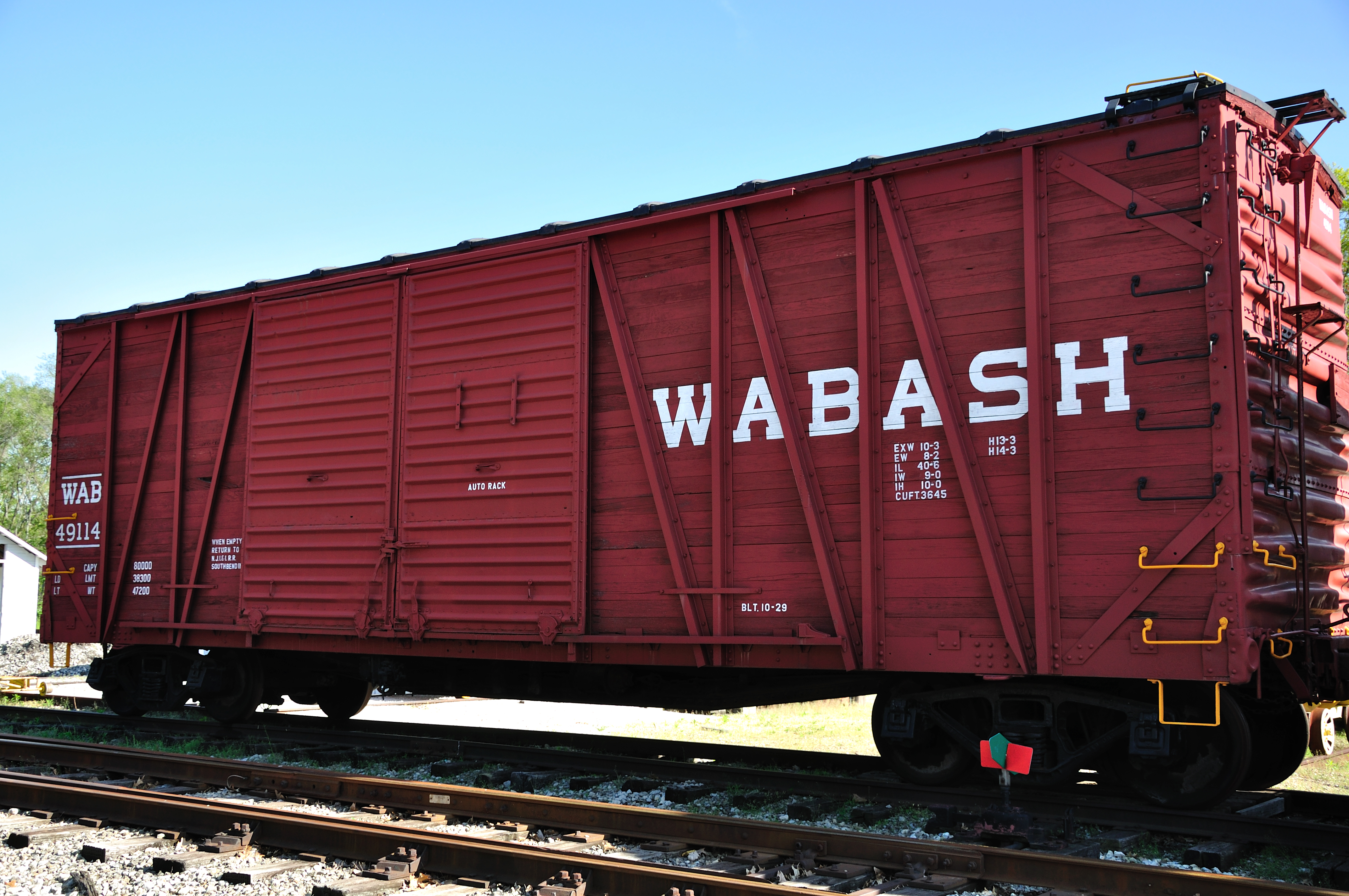
Exemplaire des années 1920, pour la livraison d'automobiles Studebaker.

Trois exemples de ce type de wagon sortent des usines de la Dominion Car and Foundry Company Ltd. de Montréal en collaboration avec le Canadien Pacifique en 1908. Fowler obtient brevet pour ce type de wagon en 1909. Le troisième exemplaire avec une ossature en acier en forme de "Z" a été le prototype de plus de 33 000 wagons similaires avec une longueur intérieure standard de 36 pieds et une capacité de 80 000 livres (40 tonnes), construites pour le Canadien Pacifique entre 1909 et 1915. Au début des années 1920, les wagons seront allongés de quatre pieds pour une longueur standard de 40 pieds. 
Ces wagons transportaient du blé et d’autres céréales vers les marchés, ainsi que des produits manufacturés de toutes sortes. En total, le Canadien Pacifique en avait plus de 30 000 exemplaires dans sa flotte; le Canadien National en avait un montant similaire. Les Fowlers ne seront remplacées que vers les années 1950-1960 quand des wagons entièrement en acier prennent l’avant. Plus tard, plusieurs seront convertis en wagon bétaillers. 
Ces wagons servaient aussi aux chemins de fer des USA.